# Aedes khazani
Aedes khazani är en tvåvingeart som beskrevs av Edwards 1922. Aedes khazani ingår i släktet Aedes och familjen stickmyggor. Inga underarter finns listade i Catalogue of Life.